# Абордажная кошка

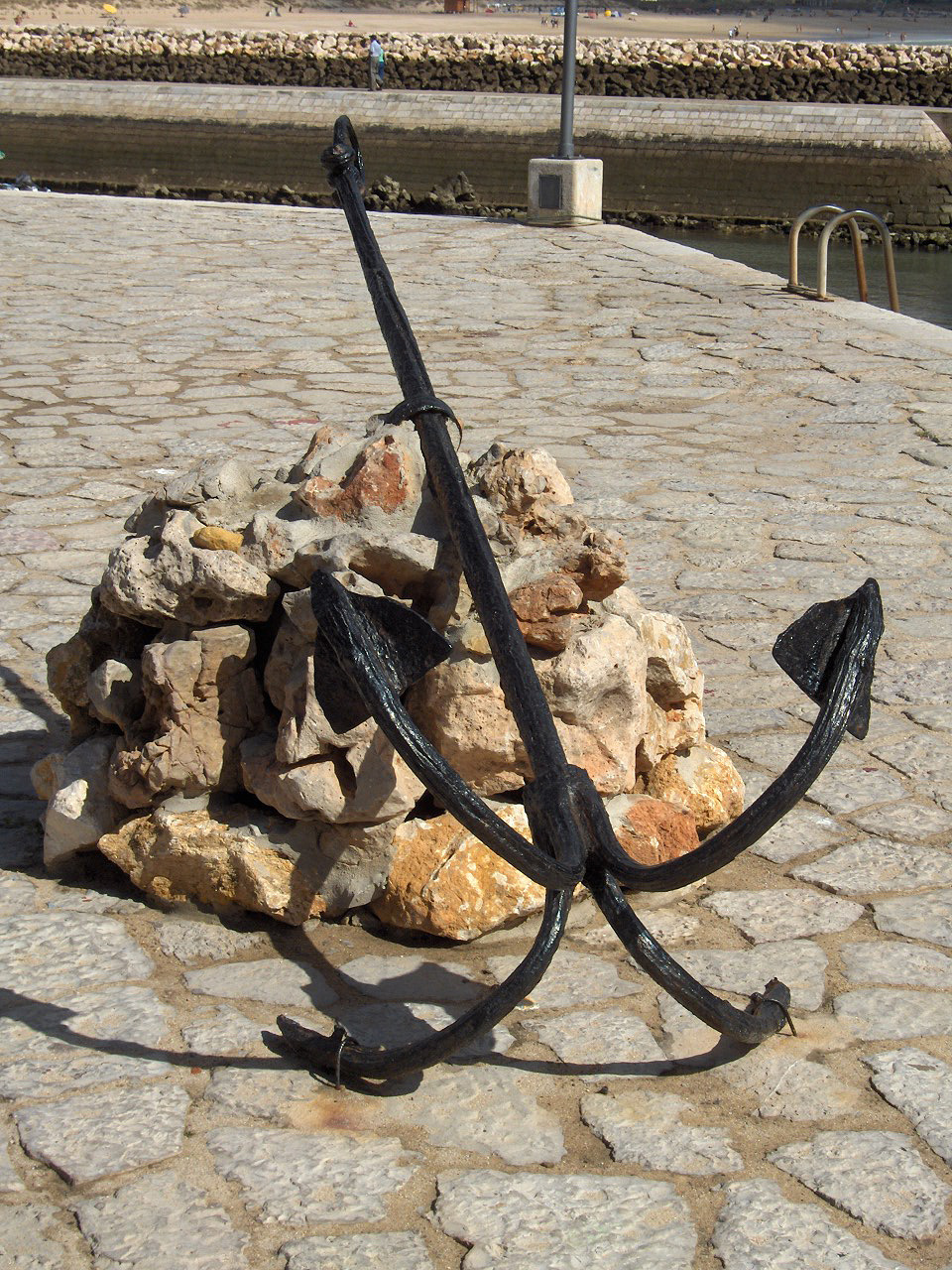

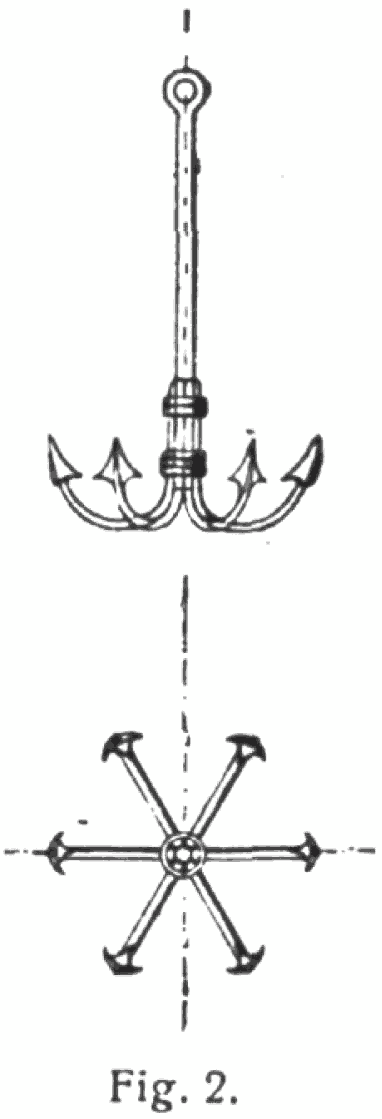
6er-Dregger

Аборда́жная ко́шка или крюк-ко́шка — приспособление, применявшееся на флоте для абордажа в морском бою или для штурма укреплений (крепостей, и так далее).
В другом источнике указано, что Ко́шка ж. — якорёк о четырёх (иногда о трёх, о пяти) лапах, старинное котва.

## Описание
Абордажный крюк (или крючья) представляет собой дрек (якорь) на цепях или канате, забрасываемый на вражеский корабль при абордаже, а также на стену крепости (укрепления) при штурме. Изготовляют его из металла, и он имеет, как правило, два—пять заострённых и загнутых рогов (лап), скреплённых вместе. Для того, чтобы противник не смог освободиться от закинутых абордажных кошек, крючья затачивают по типу гарпуна. Позволяет вначале сблизить, а после и сцепить при атаке атакующий корабль с атакуемым, с последующим переходом штурмовой группы на корабль противника и вступить с экипажем неприятеля в рукопашную схватку с использованием абордажного холодного и огнестрельного оружия.